# Aerotypia
Aerotypia é um gênero de traça pertencente à família Agonoxenidae.